# Teen Wolf
Teen Wolf (conocida en España también como De pelo en pecho, y en Hispanoamérica como Travesuras de un lobo adolescente, Un lobo adolescente, Muchacho lobo o Travesuras de un lobo quinceañero) es una película estadounidense de comedia de 1985 protagonizada por Michael J. Fox y dirigida por Rod Daniel. Se estrenó el mismo año que la exitosa cinta Back to the Future, también protagonizada por el mismo actor.

## Argumento
El estudiante de secundaria Scott Howard (Michael J. Fox) tiene diecisiete años, está cansado de ser común y desea ser especial. Su padre, Harold (James Hampton), que es viudo, tiene una ferretería y él le ayuda en ese trabajo. También juega al baloncesto en el equipo de su instituto, los «Castores», con un rendimiento bastante mediocre, y pasa el tiempo con sus tres mejores amigos, el «showman» Stiles (Jerry Levine), el tranquilo Lewis (Matt Adler) y la simpática Boof (Susan Ursitti), que está enamorada de él. No obstante, Scott se siente atraído por otra chica muy guapa llamada Pamela (Lorie Griffin), pero esta sale con Mick (Mark Arnold), un chico más mayor que aun sigue en el instituto, el cual es un matón, y, además, forma parte del equipo de baloncesto rival, los «Dragones».
Una noche, después de otra derrota para su equipo, Scott comienza a experimentar cambios en su cuerpo. Durante una fiesta, Scott sigue sufriendo los cambios que acontecen en su cuerpo, así que decide volver a casa y se encierra en el cuarto de baño, hasta terminar de transformarse en un hombre lobo, mientras que su padre le exige que abra la puerta. Él intenta negarse, hasta que finalmente se rinde y obedece para encontrarse con que su padre también es un hombre lobo. Harold le explica que nunca le dijo nada sobre su condición porque «a veces se salta una generación» y tenía por ello la esperanza equivocada de que eso podría pasarle a Scott. Al principio, Scott solo se lo cuenta a Stiles.
Tras un lance del juego en mitad de un partido de baloncesto, Scott revela su transformación al público, después de ser atrapado en un choque en cadena entre varios jugadores. Tras dejar momentáneamente sorprendidos a todos con su aspecto de hombre lobo, Scott los impresiona con sus habilidades en el baloncesto y acaba el juego con unas estadísticas individuales impresionantes. Scott aprende posteriormente a utilizar «la maldición» de su familia para hacerse popular en el instituto, se convierte en el jugador estrella del equipo y aprende a transformarse a voluntad. Su equipo de baloncesto consigue ganar más partidos, y Scott pasa la mayor parte de su tiempo en el instituto como «El Lobo». También gana el interés de Pamela, mientras que no hace caso a los sentimientos de su mejor amiga, Boof, quien lo ha amado desde la niñez.
Stiles, con una amplia visión de negocios, aprovecha la nueva popularidad de Scott para vender camisetas con la imagen del lobo adolescente, así como otros productos. La «lobomanía» de Stiles alcanza tales extremos que cambia su propio vehículo por una camioneta a la que bautiza como el «Lobomóvil». Por otra parte, Lewis, el otro amigo íntimo de Scott, comienza a sentir miedo de él y trata de evitarlo, y sus compañeros del equipo de baloncesto ya no se sienten a gusto con su juego individualista. Además, el vicedirector Thorne (Jim McKrell), que odia a su familia, le tiene vigilado. Harold, al ver esta actitud de su hijo, le advierte del peligro de ser «El Lobo» en un momento de agresividad, ya que esto podría traerle complicaciones y volverse en su contra.
Después de que un enfrentamiento con Mick en el baile de primavera casi se tornara violento, Scott, entendiendo las palabras de su padre, desea volver a ser él mismo nuevamente y, tanto su padre como Boof le ayudan al respecto. Durante el partido de baloncesto final, que enfrenta a «Castores» contra «Dragones» otra vez, Scott rechaza el transformarse en «El Lobo» e insiste en ganar el juego por sus propios medios. El entrenador Finstock (Jay Tarses) le dice que sin «El Lobo» perderán el partido, pero Scott quiere demostrarle que está equivocado.
En una conclusión dramática, y debido a las faltas de Mick por su agresividad, Scott logra anotar una canasta crucial antes de que el tiempo de juego se agote. En el último segundo, Scott recibe una nueva falta por parte de Mick en la jugada final y recibe dos tiros libres. En una clara violación de las reglas, Mick, que está expulsado, se coloca por debajo la canasta antes de que Scott intente sus tiros libres, desafiándolo con la mirada. Scott anota los dos tiros y los «Castores» ganan el partido por un punto. Pamela, que estuvo con Scott solo por su popularidad, intenta conseguir la atención de Scott después del final del partido, pero él no le hace caso y la pasa de largo para dirigirse hacia Boof y tomarla en sus brazos, besándola apasionadamente. Finalmente abraza a su padre en gratitud por toda la ayuda que le dio, mientras que todos sus amigos y compañeros celebran con él la victoria.

## Reparto
| Actor            | Personaje                 |
| ---------------- | ------------------------- |
| Michael J. Fox   | Scott Howard              |
| James Hampton    | Harold Howard             |
| Susan Ursitti    | Lisa "Boof" Marconi       |
| Jerry Levine     | Rupert "Stiles" Stilinski |
| Matt Adler       | Lewis                     |
| Lorie Griffin    | Pamela Wells              |
| Jim McKrell      | Vicedirector Rusty Thorne |
| Mark Arnold      | Mick McAllister           |
| Jay Tarses       | Entrenador Bobby Finstock |
| Mark Holton      | Chubby                    |
| Scott Paulin     | Kirk Lolley               |
| Doug Savant      | Brad                      |
| Elizabeth Gorcey | Tina                      |
| Melanie Manos    | Gina                      |

## Producción

### Preproducción
La productora de la película quiso invertir tras el éxito de La chica del valle algo del dinero en hacer una comedia simplona y cuya producción no supusiera un gran gasto. En ese contexto, el guionista Jeph Loeb, uno de los guionistas, consiguió firmar su primer contrato como guionista de cine. Junto con Matthew Weisman, que también participó en el guion, se encargó de buscar al director idóneo para la película. Para ello sometieron a los candidatos a una serie de preguntas sobre cuál era la verdadera esencia de la película. Mientras que la mayoría dijo que era una película de hombres lobo, Rod Daniels fue el único que respondió diciendo que se trataba de la historia de un padre y un hijo, por lo que recibió el trabajo.

### Rodaje
Para hacer posible el rodaje de las escenas con hombres lobo en la película Michael J. Fox y James Hampton tuvieron que someterse siempre a cuatro horas de maquillaje y, mientras que lo tenían puesto, no podían ingerir alimentos sólidos para proteger así el maquillaje teniendo que alimentarse de batidos y sopas que bebían con pajita.

## Recepción
La producción cinematográfica fue un enorme e inesperado éxito de taquilla, que, junto a la primera entrega de Regreso al futuro del mismo año, también contribuyó a que Michael J. Fox saltase a la fama en ese mismo año. Gracias a ello se produjo una secuela de la película y además se utilizó más tarde como inspiración para hacer una serie de televisión bajo el mismo nombre.

## Lanzamiento en DVD
Existe una versión en DVD de la película en un pack con su segunda parte, protagonizada por Jason Bateman. En España se publicó en septiembre de 2005. 